# Kronologija fotografske tehnologije
Ovaj popis sadržava važne događaje u razvoju fotografske tehnologije.

## Prije20. stoljeća
- oko 1717. – Johann Heinrich Schulze je stvorio otiske riječi koristeći trafarete, sunčevo svjetlo i mješavinu krede i srebrovog nitrata u dušičnoj kiselini, samo kao zanimljiv način da demonstrira da supstanca u boci tamni gdje je izložena svjetlu.[2]
- oko 1800. - Thomas Wedgwood je osmislio stvaranje trajnih slika camerom obscurom, koristeći izdržljivu površinu obloženu kemikalijom osjetljivom na svjetlo. Uspio je stvoriti samo siluete i druge sjenaste slike, koje nisu bile dugotrajne.
- 1816. - Joseph Nicéphore Niepce je uspio stvoriti negative slika kamere na papiru obloženom srebrovim nitratom, ali ih nije mogao "učvrstiti" da ih spriječi da sasvim potamne kad ih se izloži svjetlu radi promatranja.[3]
- 1822. - Nicéphore Niépce je napustio srebrov halogenid i pokušao koristiti tanak sloj judejskog bitumena na metalu ili staklu. Napravio je prvu fiksiranu, trajnu fotografiju, primjerak gravure Pije VII., stvarajući kontaktne kopije na direktnom suncu bez kamere ili leća. Kasnije je uništena, a najraniji preživjeli primjerak njegovog "heliografskog procesa" potječe iz 1825.[1]
- 1824. - Nicéphore Niépce je stvorio prvu trajnu svjetlosnu fotografiju kamerom, sličnu fotografiji iz 1826. – 1827. na kositru, ali stvorenu na površini litografskog kamena.[4] Kasnije je uništena dodatnim eksperimentima.
- 1826. ili 1827. - Nicéphore Niépce je stvorio Pogled s prozora u Le Grasu, sada poznatu kao najstariju očuvanu fotografiju prirode,[1] krajolik. Bila je potrebna ekspozicija u kameri koja je trajala barem osam sati, a najvjerojatnije nekoliko dana.
- 1834. - Hércules Florence, francusko-brazilski slikar i izumitelj fotografije u Brazilu, stvorio je riječ fotografija (photographie) za svoju tehniku, barem četiri godine prije nego što je John Herschel stvorio englesku riječ photography.[5]
- 1835. - Henry Fox Talbot je stvorio izdržljive negative za kameru od srebrovog klorida na papiru i postupak u dva koraka (negativ-pozitiv), koji se koristi u većini analogne fotografije sve do danas.[6]
- 1839. - Postupak snimanja i razvijanja Louisa Daguerrea, kojim je stvarao trajne, detaljne fotografije na bakrenim pločama presvučenim srebrom, službeno je objavljen na sjednici Akademije u Parizu. U početku je postupak zahtijevao nekoliko minuta ekspozicije u kameri, ali se kasnije vrijeme ekspozicije smanjilo na nekoliko sekundi. Daguerreov postupak se uskoro koristio u čitavom svijetu, te se 1839. godina smatra godinom rođenja fotografije.
- 1839. - Henry Fox Talbot je javno predstavio postupak koji se temeljio na papiru, koji je osmislio 1835. i nazvao "fotogenični crtež", ali je zahtijevao puno dužu ekspoziciju od dagerotipije, i rezultat nije bio tako detaljan i jasan.[6]
- 1839. - Sarah Anne Bright je stvorila seriju fotograma, od kojih je očuvano šest. To su najstarije fotografske slike koje je stvorila žena.
- 1839. - John Herschel je predstavio natrij hipofosfit (sada poznat kao natrij tiosulfat, ili "hypo") kao visoko učinkovit fiksir za sve procese koji se temelje na srebru. Također je stvorio prvi stakleni negativ.
- 1841. - Henry Fox Talbot je predstavio svoju patentiranu talbotipiju (ili kalotipiju ili slani tisak), poboljšanu verziju njegovog ranijeg postupka koji je značajno smanjio vrijeme ekspozicije.[6]
- 1845. - Francis Ronalds je izumio prvu uspješnu kameru za kontinuirano snimanje odstupanja u meteorološkim i geomagnetskim parametrima tijekom vremena.[7][8]
- 1848. - Edmond Becquerel je stvorio prve fotografije u boji, ali one su samo laboratorijski kurioziteti: bila je potrebna ekspozicija koja je trajala satima ili danima, a boje su bile toliko osjetljive na svjetlo da su ponekad blijedile pred očima promatrača.
- 1851. - Frederick Scott Archer je predstavio mokri kolodijski postupak, koji se koristio za izradu staklenih negativa, ambrotipija i ferotipija. Novim su postupkom formati snimaka i fotografske kamere postali veći.
- 1854. - André Adolphe-Eugène Disdéri je zaslužan za pojavu tzv. carte de visite, malog formata za portrete. Disdéri je koristio kameru s više leća koja može fotografirati osam različitih poza na jedan veliki negativ. Nakon otiska na albuminski papir, slike su se izrezivale i lijepile na okvir veličine posjetnice.
- 1861. - James Clerk Maxwell je projicirao prvu sliku u boji nastalu aditivnim miješanjem boja, što je prva demonstracija fotografije u boji trima metodama, koje je predložio 1855. Koristio je tri odvojene crno-bijele fotografije snimljene i projicirane kroz crvenu, zelenu i plavu boju filtera. Projicirana slika je bila privremena, ali kombinacija triju "odvojenih boja" predstavlja prvu trajnu fotografiju u boji.
- 1868. - Louis Arthur Ducos du Hauron je patentirao svoje brojne ideje za fotografiju u boji koja se temeljila na principu triju boja, uključujući postupke za stvaranje otisaka suptraktivnih boja na papiru. Objavljene su sljedeće godine. Njihova implementacija nije bila tehnološki praktična u to vrijeme, ali su predvidjela većinu kolor procesa koji su se kasnije pojavili.
- 1871. - Richard Leach Maddox je izumio emulziju od želatine.
- 1873. - Hermann Wilhelm Vogel je otkrio senzibilizatore, kojima su fotografske emulzije, osjetljive samo na plavo, postale osjetljive na zeleno, žuto i crveno svjetlo. Tehnički problemi su odgodili prvu uporabu stabilizatora u komercijalnom proizvodu sve do sredine 1880-ih; u potpunosti pankromatske emulzije su se pojavile sredinom 20. stoljeća.
- 1876. - Ferdinand Hurter i Vero Charles Driffield su započeli sistematičnu evaluaciju karakteristika osjetljivosti fotografskih emulzija - senzitometriju.
- 1878. - Charles Bennett je otkrio da zagrijavanje želatinske emulzije višestruko povećava svjetlosnu osjetljivost, što je omogućilo vrlo kratke ekspozicije za snimke.
- 1878. - Eadweard Muybridge je iskoristio niz kamera sa žicama kao okidačima da stvori fotografsku analizu brzine galopirajućeg konja. Svaka slika je snimljena u manje od dvije tisućinke sekunde, u dovoljno brzoj sekvenci (oko 25 u sekundi) da čine kratak "film" u stvarnom vremenu koji se može gledati koristeći uređaj poput zoethropea.
- 1887. - Hannibal Goodwin je izumio bazu filma koja se temeljila na celuloidu.[9]
- 1888. - Kodakova boks-kamera br. 1, prva kamera jednostavna za uporabu, predstavljena je sloganom: "Vi pritisnete dugme, a mi učinimo sve ostalo." (eng. "You press the button, we do the rest.").
- 1888. - Louis Le Prince je snimio kratki film Vrtna scena u Roundhayu, koji se smatra prvim igranim filmom na filmskoj traci.
- 1889. - Eastman Company je predstavio prvi komercijalno dostupan transparentni celuloidni film u traci.[10] Kompanija je kasnije preimenovana u Eastman Kodak, i ostala poznata kao Kodak.
- 1891. - Gabriel Lippmann je najavio "metodu reproduciranja boja na temelju fenomena interferencije".[11]
- 1891. - William Kennedy Dickson je razvio "kinetoskopsku" kameru za snimanje igranih filmova dok je radio za Thomasa Edisona.
- 1895. - Braća Lumière su izumila kinematograf.
- 1898. - Kodak je predstavio sklopivu kameru Pocket Kodak.

## 20. stoljeće
- 1900. - Kodak je predstavio svoj prvi Brownie, jeftinu boks-kameru jednostavnu za korištenje.
- 1901. - Kodak je predstavio format 120 za svoj Brownie br. 2.[12][13]
- 1902. - Arthur Korn je razvio tehnologiju za fototelegrafiju (redukcija fotografskih slika na signale koji se mogu emitirati žicom na druge lokacije). Tzv. Wire-Photos su se naširoko koristili u Europi do 1910., te emitirali na druge kontinente do 1922.
- 1907. - Braća Lumière su patentirala Autochrome Lumière, postupak za dobivanje fotografija u boji. Postao je prvi komercijalno uspješni proizvod za fotografiju u boji.
- 1908. - George Albert Smith je izumio Kinemacolor, prvi svjetski komercijalni (dvobojni) kolor-sustav, koji se temeljio na istraživanjima G. Lippmanna i L.-A. Ducos du Harona.
- 1909. - Kodak je najavio "siguran" igrani film od 35 mm na acetatnoj bazi kao alternativu za visoko zapaljivu nitratnu bazu. Film se prestao koristiti nakon 1911. zbog tehničkih nedostataka.[10]
- 1912. – Kodak je predstavio sklopivu kameru Vest Pocket Kodak i film 127 (46 mm).
- 1912. - Thomas Edison je predstavio format za kućne filmove od 22 mm, za koji je koristio Kodakov "sigurni" acetatni film.[10]
- 1913. - Kodak je stvorio pankromatski film od 35 mm za igrane filmove koji se mogao posebno naručiti u većim količinama.
- 1914. - Kodak je predstavio sustav za film u roli Autographic.
- 1914. - Floyd Martin Thornton je snimio u Kinemacoloru film The World, the Flesh and the Devil, prvi dramski dugometražni film u boji.
- 1922. - Kodak je napravio pankromatski film za igrani film od 35 mm, široko dostupan.[10]
- 1923. - Kodak je predstavio format od 16 mm za amaterske filmove. Njihova kamera Cine-Kodak koristi preobratni film i svih 16 mm je na acetatnoj (sigurnoj) bazi.[10]
- 1923. - Harold Edgerton je izumio prvu praktičnu bljeskalicu za stroboskopsku fotografiju.
- 1925. - Leica je predstavila format od 35 mm za fotografiju.
- 1926. - Kodak je predstavio film od 35 mm za kopije negativa. Prije su filmski studiji koristili drugu kameru uz primarnu da stvore duple negative.
- 1932. - Disney je snimio prvi crtani film u boji, "Cvijeće i drveće", u Technicoloru.
- 1932. - Kodak je predstavio prvi film od 8 mm za amaterske filmove, kamere i projektore.[10]
- 1934. - Predstavljena je kaseta s filmom 135, čime je film od 35 mm postao jednostavan za korištenje u fotografiji.
- 1935. - Izašao je film Becky Sharp, prvi dugometražni film napravljen u trobojnom Technicoloru.
- 1935. - Predstavljen je Kodachrome, višeslojni preobratni film u boji (samo 16 mm; 8 i 35 mm se pojavljuju 1936., a film velikog formata 1938. godine).[10]
- 1935. - Pojavio se fotoaparat s prvi puta ugrađenim svjetlomjerom, Contaflex njemačke kompanije Zeiss Ikon.
- 1936. - Kompanija Ihagee iz Dresdena je predstavila Kine-Exaktu, prvu (SLR) kameru od 35 mm.
- 1936. - Predstavljen je Agfacolor Neu, preobratni film u boji za kućne filmove i projekcije.
- 1939. - Predstavljen je film u boji Agfacolor, negativ i positiv od 35 mm, za profesionalne igrane filmove (ne za otiske na papiru).
- 1939. - Predstavljeni su trodimenzionalni preglednik View-Master i njegovi "spremnici" od sedam malih stereoskopskih parova slika na Kodachromeu.
- 1942. - Pojavio se Kodacolor, prvi film u boji koji koristi negative za stvaranje kromogenih kolor otisaka u boji. Rađeni su filmovi u traci samo za kamere s brzim okidanjem, a 35 mm nije bio dostupan do 1958.
- 1947. - Dennis Gabor je izumio holografiju.
- 1947. - Harold Edgerton je razvio kameru Rapatronic za američku vladu.
- 1948. - Predstavljena je kamera Hasselblad.
- 1948. - Edwin H. Land je predstavio prvu kameru za "instantnu" fotografiju, Polaroid.
- 1949. - Predstavljena je kamera Contax S (Spiegelreflex), prva SLR kamera od 35 mm s pentaprizmom.
- 1952. - Krajem studenog je održana premijera filma Bwana Devil (Veliki vrag), niskobudžetni film u 3-D tehnici, čime je počela kratkotrajna pomama za sličnim filmovima, koja je izblijedila tijekom 1954.
- 1954. - Predstavljena je Leica M.

- 1957. – Predstavljena je prva SLR kamera Asahi Pentax.
- 1957. - Russell Kirsch iz Nacionalnog instituta za standarde i tehnologiju (prije Nacionalni ured za standarde) i njegov tim su razvili prvi digitalni skener.[14]
- 1959. - Predstavljena je kamera Nikon F.
- 1959. - AGFA je predstavila prvu potpuno automatsku kameru, Agfu Optimu 1a.
- 1963. - Kodak je predstavio kameru na kasetu Instamatic.
- 1964. - Predstavljena je SLR kamera Pentax Spotmatic.
- 1968. - Peter J.W. Noble iz kompanije  Integrated Photomatrix je prezentirao prvi MOS senzor 10x10[15]
- 1972. - Peter J.W. Noble je demonstrirao MOS senzor 64x64.
- 1973. - Kompanija Fairchild Semiconductor je izdala prvi CCD mikroprocesor: 100x100 točaka.
- 1975. - Bryce Bayer iz Kodaka je razvio Bayerov uzorak za CCD senzore u boji.
- 1976. - Počeo se prodavati Steadicam, nosač za stabiliziranje kamere.
- 1986. - Kodakovi znanstvenici su izumili prvi megapikselni fotosenzor.
- 1992. - Kodak je stvorio Photo CD, sustav za digitalizaciju i pohranjivanje fotografija na kompaktnom disku.[16]
- 1993. – 1995. - Laboratorij za mlaznu propulziju je razvio uređaje koji koriste CMOS (komplementarni metal-oksidni poluvodič) ili senzore s aktivnim pikselima.
- 1994. - Nikon je predstavio sustav stabilizacije slike u lećama.
- 1995. - Kodak DC40 i Apple QuickTake 100 su postale prve digitalne kamere namijenjene potrošačima.[16]
- 1996. - Eastman Kodak, FujiFilm, AgfaPhoto i Konica su predstavili APS ili napredni foto sustav (engl. Advanced Photo System).
- 1997. - Philippe Kahn je javno podijelio fotografiju svoje kćeri Sophie snimljenu mobilnim telefonom.[17]
- 2000. - J-Phone je predstavio J-SH04, prvi komercijalni mobilni telefon, kojim su se mogle snimiti fotografije i dijeliti.[18]

## 21. stoljeće
- 2005. - AgfaPhoto je objavio bankrot. Prestala je proizvodnja filmova za potrošače.
- 2006. - Kompanija Teledyne DALSA je proizvela CCD senzor od 111 megapiksela, najvišoj rezoluciji u to vrijeme.
- 2008. - Polaroid je najavio prestanak proizvodnje svih instant filmova, kao razlog navodeći razvoj digitalne tehnologije.
- 2009. - Kodak je najavio prestanak proizvodnje filma Kodachrome.[19]
- 2009. - FujiFilm je proizveo prvu digitalnu 3D kameru s mogućnošću printanja u 3D.[20]
- 2011. - Lytro je izdao prvu džepnu plenoptičku kameru, koja može refokusirati slike nakon što su snimljene.